# مزغيطان
لالا مزغيطان أو يما مزغيطان هي سيدة وحامية مدينة جيجل بالجزائر. يعتقد أن هذه المرأة تقية في الإسلام وتتمتع بصفات استثنائية. يفترض أنها عاشت في القرن السادس عشر ميلادي وظلت منذ ذلك الحين في ذاكرة الجيجليين الذين يرون فيها شخصية الأم الحنون الطيبة المتدينة والواقية (يما تعني «الأم» بالأمازيغية). وفقًا للتقاليد، كانت أخواتها التوأم لالا سدات، قديسة بني حبيبي بمنطقة أولاد عسكر، يما ڨوراية، قديسة بجاية، ويما تيمزريت، قديسة تيمزريت. أعطيت أيضًا تسمية مزغيطان إلى الربوة التي تعلو مدينة جيجل على جانبها الغربي لأنه يعتقد أن الحارسة المقدسة للمدينة قد دُفنت هناك.

## أسطورة الحصان الذهبي
لقد حكيت حول يما مزغيطان الكثير من القصص التي ربما أغلبها نسج من الخيال.
حسب إحداها فهي الأخت الصغرى ليما قورايا من بين ثلاث بنات للملك مازيغ وقد كانت الأجمل بينهن. تروي الأسطورة أن خلال الغزو الفينيقي في أوائل القرن العاشر قبل الميلاد، كانت الملكة مزغيطان في جيجل امرأة غنية وجميلة للغاية. أدت إلى حروب بين الأمراء الفينيقيين، وطلب منها الزواج الكثير من الملوك والأمراء. وقد رفضت الزواج من كل الامراء الذين تقدموا لها ومن أجل ذلك اخترعت كذبة الحصان الذهبي التي ادعت أنه فر منها وستقبل الزواج من أي شخص يأتيها به، والزوج تم اختياره لأنه عثر عليه أو بالأحرى صنع حصانًا ذهبيا للملكة.
تؤخذ هذه القصة بالكثير من الجدية، مما دفع أجيال من المنقبين على الذهب إلى تفتيش الموقع الفينيقي لشاطئ «غار بوجناح» حيث يعتقدون أنه تم الحفاظ على الحصان الذهبي هناك، وشجعتهم بعض الاكتشافات الطفيفة جدا من القطع الذهبية.
ومن الذين يقولون بصحة قصة الحصان الذهبي من قالوا أنه موجود في براري مقابل جبل الجدة سدات بمنطقة أولاد عسكر.

## البيانات التاريخية
تبقى ربوة مزغيطان والبرج المبني عليها إحدى المواقع الأكثر مجهولة تاريخياً في المنطقة. يعود تاريخ بناء هذا البرج من طرف المستعمر الفرنسي إلى عام 1891، وكان يؤدي وظيفة محطة تلغراف بصري. بني على آثار قبر مرابط مجهول كان يزار عادة. خلف هذا المبنى كانت هناك بالفعل شموع وخرق خضراء عالقة بين حجارة الجدران.
ورد في الموسوعة الجغرافية للعالم في القرن السادس الهجري «نزهة المشتاق في اختراق الآفاق» لأبي عبد الله محمد بن محمد الإدريسي: «ومن المنصورية إلى فج الزرزور اثنا عشر ميلا ومنه إلى مزغيطن وهو طرف خارج في البحر أحد عشر ميلا فمن هذا الطرف إلى بجاية خمسة وأربعون ميلا. ومن مزغيطن إلى مدينة جيجل خمسة أميال»
هنا من المهم التأكيد على أن وصف الإدريسي المتفصل وجيّد الدقة يقترح إنه من المحتمل جدًا أنه يشير اسم مزغيطان الذي ورد في المرجع إلى شبه جزيرة رأس العافية التي تبعد 8 كيلومترات من وسط حضرية جيجل العتيقة، بشرط كذلك أن المكان الذي يدعوه الإدريسي بجيجل هو الموقع المقبول عمومًا تحت هذا التسمية واستناد افتراض استخدامه الميل العربي الذي تتراوح قيمته بين 1.8 كيلومتر و 2 كيلومتر تقريبًا.

## البيانات اللغوية
من الأرجح أن أسطورة مزغيطان وفقًا للجيجليين بنيت ببساطة على خطأ في النطق بين اللهجات. توجد مواقع مماثلة في كل أنحاء المغرب العربي حيث يتم تعيينها بواسطة مصطلح أمازيغي تامزڨيدا ، وهو ما يعني مكان مخصص للعبادة مهما كانت الديانة، جمع إيمزڨيدن ، عموما مكان منعزل في أعلى تل، بمثابة قبة لشخص تقي.
نظرًا لأن الصوت ڤ لا ينطق في الجيجلية، فقد تم انزلاقه إلى غ ، من ناحية أخرى يميل النطق الجيجلي طبيعيا إلى تصلب د إلى ط ، هكذا مع الوقت تحول إيمزڨيدن إلى إيمزغيطن ومن ثمة يما مزغيطان

## وصلات خارجية
- صورة حديثة غير منشورة لضريح لالا مزغيطان على موقع jijel-echo
- صورة لتلّ مزغيطان التقطت في يوليو 1968 عند شروق الشمس من ميناء جيجل مستضافة على موقع casimages